# Schdaniwka
Schdaniwka (ukrainisch Жданівка; russisch Ждановка Schdanowka) ist eine kleine Stadt im Osten der Ukraine mit 12.392 Einwohnern (2019).

## Geographie
Die Stadt liegt am Südhang der Wasserscheide des Donezbeckens in der Oblast Donezk 37 km nordöstlich zum Oblastzentrum Donezk und 30 km südöstlich von Horliwka. Das Stadtgebiet umfasst lediglich 2 km², von denen 72 % überbaut sind. Zum Stadtgemeinde zählen noch die Siedlung städtischen Typs Wilchiwka sowie das Dorf Molodyj Schachtar (ukrainisch Молодий Шахтар) mit etwa 100 Bewohnern.
Das Klima ist gemäßigt kontinental. Die Durchschnittstemperatur beträgt im Januar, dem kältesten Monat −7,2 °C und im wärmsten Monat, dem Juli, 22 °C. Im Laufe des Jahres fällt 500 mm Niederschlag.

## Geschichte
Gegründet wurde die heutige Stadt aufgrund der Entwicklung des Steinkohlenbergbaus in der Region als Siedlung namens Nowo-Schdaniwka (ukrainisch Ново-Жданівка) im Jahre 1926. Ihren heutigen Namen erhielt die Ortschaft 1959 und der Status einer Stadt wurde Schdaniwka im Jahr 1966 verliehen.
Seit 1992 ist die Stadt eine Stadt von regionaler Bedeutung.
Die Stadt befindet sich seit 2014 unter Kontrolle der international nicht anerkannten Volksrepublik Donezk und gehört nach Angaben der ukrainischen Regierung zu einem Gebiet, auf dem die Organe der Staatsmacht vorübergehend ihre Befugnisse nicht ausüben.

## Bevölkerung
| 1959   | 1970   | 1979   | 1989   | 2001   | 2005   | 2013   | 2019   |
| ------ | ------ | ------ | ------ | ------ | ------ | ------ | ------ |
| 12.512 | 12.109 | 12.833 | 14.433 | 13.688 | 13.082 | 13.250 | 12.392 |

Quellen: 1959;
1970;
1979;
1989–2005;
2013